# 藤原雅任
藤原 雅任（ふじわらの まさとう、建治3年〈1277年〉 - 元徳元年〈1329年〉9月2日）は、鎌倉時代後期の公卿。藤原北家勧修寺流。

## 官歴
- 弘安8年（1285年）：佐渡守
- 弘安10年（1287年）：蔵人、大膳亮
- 弘安11年（1288年）：従五位上
- 正応2年（1289年）：信濃守、正五位下
- 永仁4年（1296年）：春宮権大進
- 正安元年（1300年）：隠岐守
- 正安3年（1302年）：尾張守、春宮大進
- 徳治2年（1306年）：右少弁
- 延慶2年（1309年）：左少弁
- 延慶3年（1310年）：右大弁、修理右宮城使、従四位上
- 延慶4年（1311年）：正四位上、造東大寺長官
- 正和元年（1312年）：左大弁
- 正和2年（1313年）：従三位
- 正和3年（1314年）：参議
- 元応元年（1319年）：正三位

## 系譜
- 父：藤原雅藤 権中納言
- 義兄：藤原雅俊
- 弟：藤原雅豊